# Proteoideae
Proteoideae (Eaton, 1836) è una sottofamiglia di piante appartenente alla famiglia delle Proteaceae.
Il maggior numero di specie di Proteoideae si trova in Africa, ma ci sono molte specie anche in Australia ed alcune in America Meridionale, Nuova Caledonia e altri luoghi.

## Descrizione
La sottofamiglia Proteoideae venne definita da Robert Brown nella sua opera del 1810 "On the natural order of plants called Proteaceae". 
Brown divideva le Proteaceae in due "sezioni" in base al fatto che i loro frutti fossero deiscenti o indeiscenti. 

Le due "sezioni" di Brown corrispondono strettamente con quelle che oggi sono riconosciute con le due maggiori sottofamiglie di Proteaceae, le Proteoideae e le Grevilleoideae, in cui sia l'indeiscenza delle Proteoideae sia i fiori appaiati delle Grevilleoideae sono tuttora riconosciuti come criteri distintivi.
Brown non pubblicò nomi identificativi per queste due sezioni: il nome Proteoideae fu pubblicato nel 1836 da Amos Eaton.
Il sistema moderno di classificazione dei generi appartenenti alle Proteaceae fu redatto da L. A. S. Johnson e Barbara Briggs nella loro decisiva monografia del 1975 "On the Proteaceae: the evolution and classification of a southern family". 
La loro classificazione è stata in parte raffinata nelle tre decadi successive, soprattutto ad opera di Peter Henry Weston e Nigel Barker nel 2006, che inclusero nelle Proteoideae le monofiletiche Eidotheoideae, separandone allo stesso tempo due generi che andavano a costituire la nuova sottofamiglia Symphionematoideae.
Proteoideae è così la seconda più grande sottofamiglia delle cinque che compongono la famiglia Proteaceae.
Vi appartengono quelle specie che hanno radici proteoidi, ovuli solitari e frutti indeiscenti.

## Tassonomia
Le Proteoideae si suddividono in quattro tribù: Conospermeae, Petrophileae, Proteae e Leucadendreae.
Di seguito si riporta la suddivisione completa della sottofamiglia fino al livello di genere:
Sottofamiglia Proteoideae
Incertae sedis
Eidothea — Beauprea — Beaupreopsis — Dilobeia — Cenarrhenes — Franklandia
Tribù Conospermeae
Sottotribù Stirlingiinae
Stirlingia
Sottotribù Conosperminae
Conospermum — Synaphea
Tribù Petrophileae
Petrophile — Aulax
Tribù Proteeae
Protea — Faurea
Tribù Leucadendreae
Sottotribù Isopogoninae
Isopogon
Sottotribù Adenanthinae
Adenanthos
Sottotribù Leucadendrinae
Leucadendron — Serruria — Paranomus — Vexatorella — Sorocephalus — Spatalla — Leucospermum — Mimetes — Diastella — Orothamnus

## Distribuzione e habitat
Come per il resto della famiglia Proteaceae, anche la sottofamiglia Proteoideae è presente nell'emisfero australe, in Africa, Australia e America Meridionale. L'Africa è il principale centro di biodiversità. L'Australia ha un numero simile di generi, ma un numero inferiore di specie. In America meridionale la sottofamiglia è scarsamente rappresentata.